# Liste der denkmalgeschützten Objekte in Krimml
Die Liste der denkmalgeschützten Objekte in Krimml enthält die 7 denkmalgeschützten, unbeweglichen Objekte der Gemeinde Krimml.

## Denkmäler
| Foto |                 | Denkmal                                                                             | Standort                                    | Beschreibung | Metadaten |
| ---- | --------------- | ----------------------------------------------------------------------------------- | ------------------------------------------- | --- | --- |
| ja   | Datei hochladen | Kalkofen HERIS-ID: 16683 Objekt-ID: 12950                                           | nördlich Unterkrimml 53 Standort KG: Krimml | Der Kalkofen am Falkensteinweg wurde 1900 errichtet. Das Material aus diesem Kalkofen wurde für die Neuerrichtung des Hotels Waltl verwendet, das Kalkbrennen in Krimml verlor aber bereits zuvor durch die 1898 gebaute Krimmlerbahn und dem damit verbundenen einfachen Transport von Gütern an Bedeutung. | BDA-Hist.: Q37824969 Status: Bescheid Stand der BDA-Liste: 2025-06-30 Name: Kalkofen GstNr.: 382/236 Kalkofen Krimml                                              |
| ja   | Datei hochladen | Kath. Pfarrkirche hl. Jakobus d. Ä. und Friedhof HERIS-ID: 52888 Objekt-ID: 60614   | Oberkrimml Standort KG: Krimml              | Die Kirche Krimmls ist urkundlich erstmals um 1244 erwähnt. Damals schenkte der Erzbischof Eberhard II. dem Kloster Raitenhaslach eine 'Hube bei der Kirchen in der Khrumbe'. Der älteste Teil der jetzt stehenden Kirche, der Altarraum, stammt von vor 1250. Das Juwel der Kirche ist wohl die gotische Madonna von 1480, die in der Barockzeit mit einer Hacke arg zugestutzt worden ist, um ihr ein Kleid anziehen zu können. Erst 1934 wurde der Versuch unternommen, den Urzustand wiederherzustellen. Der Bildhauer Adlhart (aus Hallein) hat bei dieser Gelegenheit auch gleich noch zwei Fußengel dazugemacht. Zwei sehr alte Glocken sind erhalten, die Wetterglocke aus dem Jahre 1537 und die Zügenglocke aus 1615. | BDA-Hist.: Q38054818 Status: § 2a Stand der BDA-Liste: 2025-06-30 Name: Kath. Pfarrkirche hl. Jakobus d. Ä. und Friedhof GstNr.: .43, 143 Pfarrkirche Krimml      |
| ja   | Datei hochladen | Anton-Wallner-Denkmal HERIS-ID: 63175 Objekt-ID: 75785                              | Oberkrimml 118, neben Standort KG: Krimml   | Als einen seiner größten Söhne betrachtet Krimml den Schützenhauptmann Anton Wallner. Er wurde 1768 am Hinterlehen geboren und übernahm in jungen Jahren das väterliche Gut. Als der Krieg zwischen Österreich und Frankreich (Napoléon) 1809 ausbrach, betraute Andreas Hofer den Anton Wallner – damals als einer der besten Kugelschützen bekannt – mit der Organisation der Landesverteidigung Salzburgs. 1902 wurde der Anton-Wallner-Verein gegründet und der Bildhauer Jakob Gruber aus Hallein schuf 1909 das in Erz gegossene Monument auf einem mächtigen Granitblock. | BDA-Hist.: Q38102349 Status: § 2a Stand der BDA-Liste: 2025-06-30 Name: Anton-Wallner-Denkmal GstNr.: 126/4 Anton-Wallner-Denkmal Krimml                          |
| ja   | Datei hochladen | Pfarrhof HERIS-ID: 52886 Objekt-ID: 60610                                           | Oberkrimml 1a Standort KG: Krimml           | Der zweigeschoßige Pfarrhof mit Krüppelwalmdach stammt aus der 2. Hälfte des 18. Jahrhunderts. | BDA-Hist.: Q38054799 Status: § 2a Stand der BDA-Liste: 2025-06-30 Name: Pfarrhof GstNr.: .44 Pfarrhof Krimml                                                      |
| ja   | Datei hochladen | Mesnerhaus HERIS-ID: 89171 Objekt-ID: 103769                                        | Oberkrimml 2 Standort KG: Krimml            | | BDA-Hist.: Q37732323 Status: § 2a Stand der BDA-Liste: 2025-06-30 Name: Mesnerhaus GstNr.: .45 Mesnerhaus Krimml                                                  |
| ja   | Datei hochladen | Bauernhaus, Hinterlehenbauer (Wallner Geburtshaus) HERIS-ID: 36471 Objekt-ID: 35418 | Oberkrimml 8 Standort KG: Krimml            | Das Geburtshaus von Anton Wallner geht höchstwahrscheinlich auf das 16. und 17. Jahrhundert zurück. Der Küchenteil ist gemauert, das übrige Haus ist ein Blockbau. | BDA-Hist.: Q37970014 Status: Bescheid Stand der BDA-Liste: 2025-06-30 Name: Bauernhaus, Hinterlehenbauer (Wallner Geburtshaus) GstNr.: .9                         |
| ja   | Datei hochladen | Krimmler Tauernweg im Windbachtal HERIS-ID: 205388seit 2022                         | Standort KG: Krimml                         | | BDA-Hist.: Q112939742 Status: Bescheid Stand der BDA-Liste: 2025-06-30 Name: Krimmler Tauernweg im Windbachtal GstNr.: 552, 553 Krimmler Tauernweg im Windbachtal |